# تيوفيلو بينيتو إراولا
تيوفيلو بينيتو إراولا (بالإسبانية: Teófilo Benito) هو منافس ألعاب قوى إسباني، ولد في 22 يوليو 1966 في الكوليا دي كالاترافا في إسبانيا، وتوفي في 15 أغسطس 2004.

## وصلات خارجية
- تيوفيلو بينيتو إراولا على موقع الاتحاد الدولي لألعاب القوى (الإنجليزية)